# Huwat
Huwat (tiếng Ả Rập: الهوات) là một ngôi làng Syria nằm ở phó huyện Mahardah ở huyện Mahardah, Hama. Theo Cục Thống kê Trung ương Syria (CBS), Huwat có dân số 128 người trong cuộc điều tra dân số năm 2004.